# Philipp von Heß
Johann Philipp Christoph Erasmus Joseph von Heß (* 2. Juni 1750 in Hammelburg; † 18. November 1825 ebenda) war ein deutscher Gutsbesitzer und Abgeordneter.

## Leben
Von Heß war der Sohn des Fürstlich-Würzburgischer Hofrats Ignatz Philipp von Heß und dessen Ehefrau Maria Apollonia geborene von Amling. Er war katholischer Konfession und heiratete am 11. November 1783 Maria Gertrud Wankel (* ca. 1757; † 13. Juli 1828), die Tochter des Stadtrats in Hammelburg Georg Blasius Wankel. Aus der Ehe ging eine Tochter und drei Söhne hervor: der spätere General und Kriegsminister Bernhard von Heß, der Stifter Karl von Hess, Friedrich Georg Blasius Bonifatius von Hess (* 4. Juni 1787 in Fulda; † 4. Februar 1854 in Hammelburg) und Anna Maria Dorothea von Hess (* 11. Januar 1791; Heirat mit Baron Heinrich von Buttler am 5. August 1816).
Von Heß war Besitzer des „von Heß’schen Gutshofs“ in Hammelburg. Als Fürstlich Fuldaischer adeliger Hof- und Regierungsrat (cum voto et sessione) lebte er abwechselnd in Hammelburg und Fulda. Die Familie von Heß war offenbar bereits 1766 geadelt worden, am 2. Mai 1819 wurde sie in die Adelsmatrikel des Königreichs Bayern eingetragen. 
Im Königreich Westphalen war er von 1810 bis 1813 Mitglied des Departements-Wahlkollegiums des Departements Fulda. Vom 11. Oktober 1810 bis zum 28. Oktober 1813 war er Mitglied der Ständeversammlung des Großherzogtums Frankfurt für das Departement Fulda und den Stand der Güterbesitzer.